# Zitzània (grup)
Zitzània (1992-1997) fou un grup de música gironí liderat per Eduard Canimas. Va tenir uns inicis paral·lels a Umpah-Pah i musicalment bevia d'influències com Pau Riba i Sisa, entre d'altres.
El grup va néixer de la unió del cantant Canimas amb altres membres provinents sobretot del grup Triclínium. Prèviament, Canimas, que procedia del moviment squatter i underground gironí, havia fet actuacions musicals amb el seu amic Adrià Puntí pels bars de Girona, versionant a Sisa, a Riba, a The Doors, a David Bowie o Lou Reed.
El 1993 la formació, que encara s'anomenava "Zit Zània", va grabar la maqueta "Orquídies i ortopèdies". Tres anys més tard, el 1996, el grup va empatar amb Obrint Pas al segon concurs de maquetes de la revista musical Enderrock. Aleshores, de la formació original del grup ja només hi quedava Canimas. Amb aquest premi el grup va poder gravar l'any següent "La peixera dels tòtils" (1997), abans d'acabar-se disolvent també.
Seguidament, Canimas va iniciar una nova etapa com a cantautor. Als inicis d'aquesta nova carrera va fer diversos recitals conjunts amb Gerard Jacquet i Roger Mas en una gira anomenada Cruïlla de cantautors.

## Membres

### Primera etapa
- Eduard Canimas (veu i guitarra)
- Fonso Castillo (guitarra)
- Mario Vázquez (guitarra)
- David Picazo (baix)
- Jordi Batllé (bateria)

### Segona etapa
- Eduard Canimas (veu i guitarra)
- Lluís Figueras (guitarra)
- Marc Trullàs (teclats)
- Agustí Álvarez (baix)
- Rubèn Berengena (bateria)

## Discografia
Maquetes
- Orquídies i ortopèdies (1993)

Àlbums
- La peixera dels tòtils (música Global, 1997)